# Kruisbestuiving
Bij kruisbestuiving (xenogamie) is de bestuiving van een plant door het stuifmeel van een andere plant van dezelfde soort.
Bestuiving kan leiden tot bevruchting, maar dat is niet noodzakelijk. Na bestuiving moeten de mannelijke celkernen van de stuifmeelkorrel via de pollenbuis naar de eicel in een van de zaadknoppen van het vruchtbeginsel gebracht worden en moeten ze met elkaar versmelten. 
In de lucht zitten zeer veel verschillende stuifmeelkorrels en alleen een specifieke combinatie van stuifmeelkorrel en stempel leidt tot een bevruchting. Dit voorkomt bij kruisbevruchters de hybridisatie van nauw-verwante taxa, zodat deze soort-echt blijven.
Er zijn verschillende barrières tegen kruisbevruchting tussen soorten. Deze kunnen door de bouw van de bloem komen, maar er zijn ook genetische barrières. Deze kunnen sporofytisch of gametofytisch van aard zijn.
- Gametofytisch: de reactie van het stuifmeel hangt af van het genotype van de haploïde kernen van het stuifmeel en het genotype van de moeder, waardoor de stuifmeelbuis al of niet kan uitgroeien.
- Sporofytisch: de reactie van het stuifmeel hangt niet af van het genotype van de haploïde kernen van het stuifmeel maar van het genotype van de vader en het genotype van de moeder.

Eenslachtige bloemen aan aparte vrouwelijke en mannelijke planten geven doorgaans een zeer goede bescherming. Ook tweeslachtige bloemen kunnen kruisbevruchting tegengaan, doordat het stuifmeel en de stamper niet tegelijk rijp zijn, zoals bij Geranium macrorhizum of doordat de helmhokjes van de meeldraden ver van de stamper verwijderd zijn.